# Amanda Gutierres
Amanda Gutierres dos Santos, född den 18 mars 2001 i Santa Cruz do Monte Castelo, är en brasiliansk fotbollsspelare.

## Karriär
Amanda Gutierres inledde sin seniorkarriär i Embu das Artes år 2018. Hon har även spelat för Santos innan hon 2022 kontrakterades av FC Girondins de Bordeaux. 2023 värvades hon av SE Palmeiras. Hon debuterade i Brasiliens damlandslag år 2024.